# وادي نعمة
وادي نعمة هو واد في تهامة بلاد بلقرن في محافظة العرضيات تسيل مياهه من جبل سيال باتجاه الغرب حتى يرفد وادي يبة بالقرب من قرية واصل، وعليه قرية نعمة لقبيلة عمارة بلقرن.